# Ruben Schott
Ruben Schott (Berlino, 8 luglio 1994) è un pallavolista tedesco, schiacciatore dello Charlottenburg.

## Carriera

### Club
La carriera di Ruben Schott inizia a livello giovanile nel Preußen Berlin, trasferendosi in seguito prima al Berliner e poi allo Charlottenburg. Nella stagione 2010-11 esordisce in 1. Bundesliga con l'Olympia Berlino, restando legato al club federale per tre annate.
Nel campionato 2013-14 ritorna allo Charlottenburg, vincendo lo scudetto, mentre nel campionato seguente gioca in prestito nel Mitteldeutschland. Ritornato al club capitolino, vince altri due scudetti, una Coppa di Germania e la Coppa CEV 2015-16, oltre a essere premiato come MVP nella Supercoppa tedesca 2016, nonostante il trofeo perso.
Nella stagione 2017-18 gioca per la prima volta all'estero, approdando alla Powervolley Milano, nella Superlega italiana. Nella stagione seguente si accasa nella Polska Liga Siatkówki polacca col Trefl Gdańsk: dopo un biennio con la formazione di Danzica, si accasa all'AZS Olsztyn, sempre nel massimo campionato polacco, per l'annata 2020-21.
Nel campionato 2021-22 rientra in forza allo Charlottenburg, con il quale conquista altri tre scudetti, due Coppe di Germania, tre Coppe di Lega e una Supercoppa tedesca.

### Nazionale
Fa parte delle selezioni giovanili tedesche, giocando per l'under 19, l'under 20 e l'under 21.
Debutta in nazionale maggiore in occasione della World League 2016, mentre un anno dopo vince la medaglia d'argento al campionato europeo.

## Palmarès

### Club
- Campionato tedesco: 6

2013-14, 2015-16, 2016-17, 2021-22, 2022-23, 2023-24
- Coppa di Germania: 3

2015-16, 2022-23, 2023-24
- Supercoppa tedesca: 1

2021
- Coppa di Lega: 3

2022, 2023, 2024
- Coppa CEV: 1

2015-16

### Premi individuali
- 2016 - Supercoppa tedesca: MVP